# Staten af slovenere, kroater og serbere
Staten af Slovenere, Kroater og Serbere (Kroatisk: države Slovenaca, Hrvata i Srba, Slovensk: države Slovencev, Hrvatov i Srbov, Serbisk: Држава Словенаца, Хрвата и Срба) var en forbigående statsdannelse, der kun varede et par måneder efter 1. Verdenskrig.
Landet blev dannet den 29. oktober 1918 i det tidligere Østrig-Ungarns sydlige slaviske områder. Disse områder udgør hovedparten af nutidens Kroatien, Slovenien, og hele Bosnien-Hercegovina. Landet blev regeret af Nationalrådet (Narodno vijeće).
Den 1. december samme år samles staten med Kongeriget Serbien, og udgjorde Kongeriget Jugoslavien.
45°48′00″N 15°58′00″Ø / 45.8°N 15.966666666667°Ø